# Triage (film)
Triage è un film del 2009 diretto da Danis Tanović ed interpretato da Colin Farrell. Il film è tratto dal libro omonimo di Scott Anderson.
Il film è stato presentato in concorso al Festival Internazionale del Film di Roma 2009.

## Trama
Mark e David sono due fotografi di guerra che negli anni '80 seguono il conflitto tra curdi e arabi iracheni in prima fila sul luogo degli scontri. Nell'imminenza di una controffensiva curda David che non è più in grado di sopportare la vista della guerra decide di tornare in patria a Dublino dove lo aspetta la moglie in attesa di partorire. Mark vorrebbe rimanere e proseguire il suo lavoro nonostante le atrocità a cui assiste come quella di un medico dei curdi che uccide di sua mano i soldati gravemente feriti che sa di non poter salvare. Infine prevale in Mark il sentimento dell'amicizia e si unisce sulla strada del ritorno al compagno che, colpito da un'esplosione, perde entrambe le gambe. Mark cerca di salvare l'amico caricandoselo sulle spalle ma è costretto a gettarsi con lui in un fiume per attraversarlo. In acqua David si aggrappa al collo del compagno che per non morire soffocato è costretto ad abbandonarlo. Nella caduta Mark si è gravemente ferito e, dopo essere stato salvato dal medico curdo, torna a Dublino dove è costretto a ricoverarsi per i postumi delle ferite. In realtà Mark è più colpito nell'anima che nel fisico straziato com'è dal senso di colpa che cerca di nascondere a sé e a chi gli vuol bene. La prima ad accorgersi dello stato del giovane è la sua fidanzata Elena Morales che chiama in aiuto il nonno, uno psichiatra che ha guarito la psiche degli assassini e torturatori durante la guerra di Spagna e che riuscirà a far prendere atto a Mark che la vita ci pone di fronte a scelte che non possiamo evitare.

## Produzione
Triage è uscito per la prima volta in Spagna il 13 Novembre 2009 ed è stato proiettato nelle sale italiane il 27 Novembre 2009 (01 Distribution).
La lavorazione del film è durata dal 1 Aprile 2008 al 1 Gennaio 2009 in Irlanda e Spagna.
Il film è stato girato prevalentemente ad Alicante e presso la Comunità Valenzana